# جورجيا هيرست
جورجيا هيرست (بالإنجليزية: Georgia Hirst)‏ هي ممثلة بريطانية، ولدت في 26 ديسمبر 1994 في المملكة المتحدة.

## وصلات خارجية
- جورجيا هيرست على موقع IMDb (الإنجليزية)
- جورجيا هيرست على موقع قاعدة بيانات الفيلم (الإنجليزية)